# تيريزا بيرك
تيريزا بيرك هي صحفية كندية، ولدت في 11 مايو 1956.